# Il compleanno di Asterix & Obelix - L'albo d'oro
Il compleanno di Asterix e Obelix - L'albo d'oro (L'Anniversaire d'Astérix et Obélix - Le Livre d'or) è il trentaquattresimo albo a fumetti della serie Asterix, creata da René Goscinny (sceneggiatura) e Albert Uderzo (disegni); è il nono albo scritto e disegnato dal solo Uderzo dopo la morte del collega. La sua prima pubblicazione in volume in lingua originale risale al 2009. Più che presentare una vera e propria storia completa, costituisce un volume celebrativo per i 50 anni di Asterix, che debuttò sulla rivista Pilote nell'ottobre 1959. È anche l'ultimo albo della serie ad essere stato realizzato da Albert Uderzo, che in seguito annuncerà ufficialmente la propria decisione di ritirarsi. L'albo successivo, Asterix e i Pitti, è stato infatti realizzato da autori differenti. Questo è l'unico albo a non concludersi con i protagonisti intenti ad un banchetto: la tavola doppia che chiude la storia mostra infatti Asterix e Obelix al centro di un girotondo formato dai loro amici, e con la scritta "Joyeux anniversaire".

## Trama
Pensato come omaggio dell'autore alla serie da lui creata, il volume è costituito da brevi storie ed illustrazioni solo debolmente legate tra loro, ed è dunque privo di una trama vera e propria.
Nel cappello iniziale, lo stesso Uderzo in carne, ossa e "matite" si diverte ad immaginare come sarà il villaggio dopo 50 anni, dunque nell'1 d.C.: i protagonisti vengono così mostrati come canuti ottantenni (Asterix si ritrova addirittura padre di un bel giovanotto e nonno di una numerosa tribù di nipotini). Uno stizzito Obelix, tuttavia, convince (a suon di sganassoni) il povero autore a desistere.
L'ambientazione torna così ad essere quella familiare del 50 a.C.: mentre Asterix e Obelix sono a caccia di cinghiali, i loro compagni si danno da fare per organizzare una festa per il loro compleanno; per l'occasione giungono al villaggio anche tutti i personaggi incontrati dai due nel corso delle loro avventure.
Così, la sig.ra Matusalemix immagina dei vestiti nuovi per i due eroi, e il postino Pneumatix reca delle missive d'auguri: una di Falbalà per Obelix (che, tuttavia, ha difficoltà ad interpretarla non sapendo leggere), una dell'egizio Numerobis e addirittura una dei Pirati. Poi, fra i soliti borbottii di Matusalemix, il mercante Grandimais reca in dono una guida turistica, che ripercorre gli innumerevoli viaggi della coppia, e Assurancetourix propone alcune delle sue "hit". In seguito, mentre le signore del villaggio (con Beniamina in testa) discutono sul futuro coniugale dei due, l'architetto Angolacutus progetta un parco divertimenti a loro dedicato, il druido Settantasix porta alcune delle sue pozioni prodigiose, l'attore Eleonoradus propone di realizzare addirittura un film e l'indovino Prolix immagina un museo dedicato agli Irriducibili.
Infine, lo stesso Cesare, su istigazione di Cleopatra, invia un suo dono/vendetta: un'anfora di vino arricchito con del lassativo, che viene però bevuto dagli sfortunati centurioni incaricati di recapitarlo, con risultati immaginabili. Così, all'arrivo di Asterix e Obelix, tutto è pronto e "alla fine, tutti riuniti sulla piazza del villaggio, i convitati fanno ai loro amici la più bella delle sorprese".

## Personaggi principali
Nell'albo appaiono moltissimi personaggi: oltre ai membri del villaggio gallico al completo, fanno la loro ricomparsa numerosi comprimari delle avventure precedenti, giunti per unirsi ai festeggiamenti dell'anniversario. Fra questi ultimi, si possono citare (ma la lista completa sarebbe lunghissima) l'egizio Numerobis (Asterix e Cleopatra), l'architetto Angolacutus (Asterix e il Regno degli dei), l'attore Eleonoradus (Asterix e il paiolo), l'indovino Prolix (Asterix e l'indovino), i druidi Settantasix (Asterix e i Goti) e Amnesix (Asterix e il duello dei capi), il giovane Menabotte ed il normanno Olaf Grandibaf (entrambi da Asterix e i Normanni), il bardo Maestria (Asterix la rosa e il gladio), la bella Zazà (Asterix e il regalo di Cesare), il capo belga Birranostranix (Asterix e i Belgi) e via dicendo.

## Riferimenti storici e citazioni

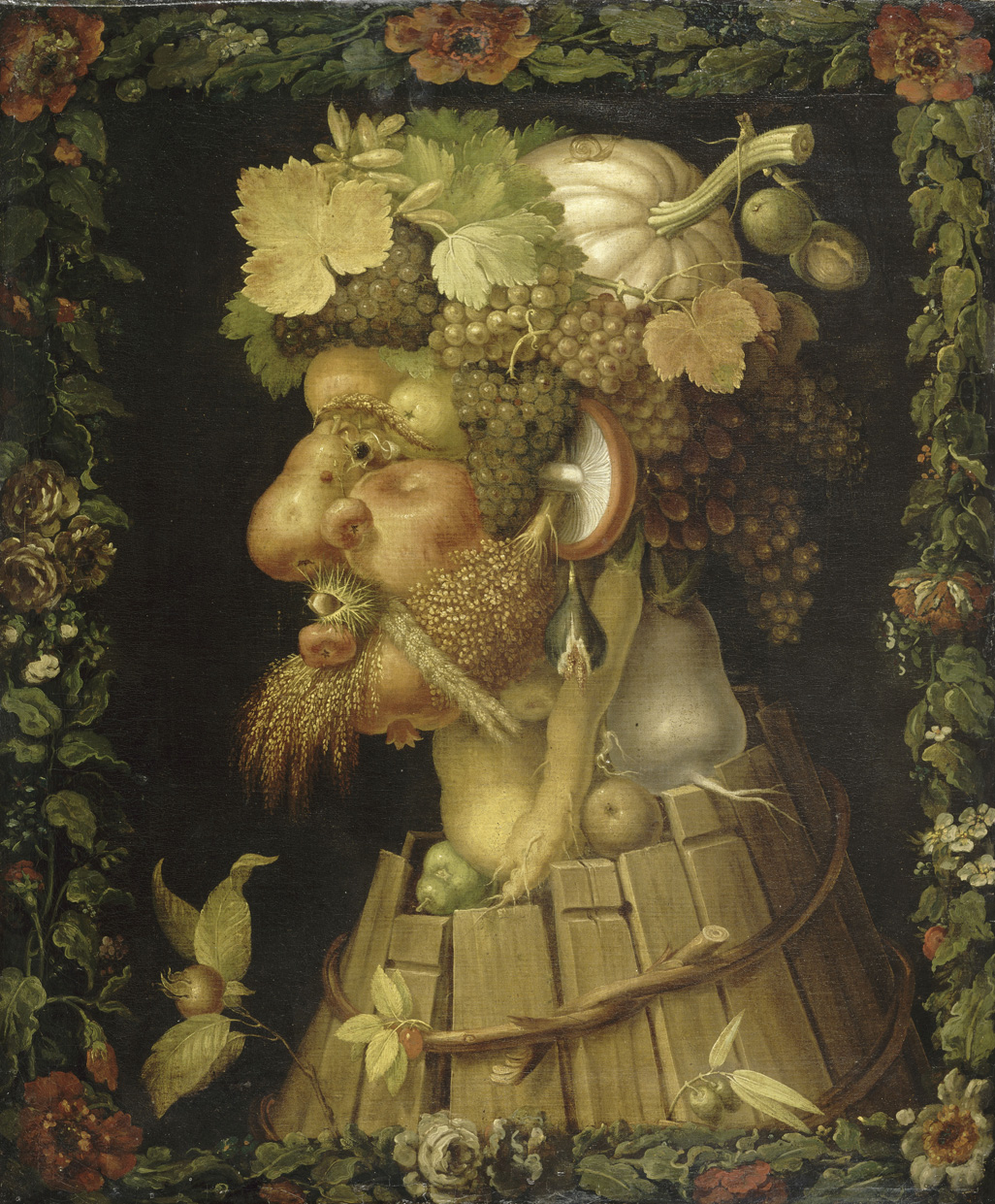
Una delle "Teste composte" di Arcimboldo, che vengono parodiate (insieme a molti altri dipinti) nell'albo

Le tavole 6 e 7 vedono Obelix protagonista di vari cambi di costume, che ripercorrono le tappe della moda e della storia francese ed europea: dai Franchi ai nobili pre-rivoluzionari, passando per il Medioevo, fino ad arrivare all'abbigliamento moderno ed all'estremo di un Obelix-"B-boy" che si diletta nel writing. Asterix, invece, vi viene rappresentato come il Marsupilami, personaggio di André Franquin e collega/concorrente dei Galli.
Ancora, le allusioni fatte da Angolacutus ad un parco divertimenti dedicato ad Asterix e Obelix sono un ovvio richiamo al Parc Astérix, parco tematico francese effettivamente dedicato al piccolo eroe gallico, aperto nel 1989. Similmente, le tavole dedicate ad un possibile film di Asterix sono una strizzata d'occhio alle innumerevoli trasposizioni cinematografiche che la serie ha avuto nel corso degli anni. Anche queste tavole vedono la riproposizione di disegni già editi: in questo caso provenienti dall'albo Asterix e Latraviata.
Le tavole dalla 38 alla 45, in cui viene illustrato il "museo" immaginato da Prolix, presentano una serie di parodie di dipinti famosi, rivisti in chiave "gallica", come del resto esplicitato dalle didascalie che li accompagnano: si va dal patriottico La libertà che guida il popolo di Delacroix a L'urlo di Munch, dall'Uomo disperato di Courbet alle "teste composte" di Arcimboldo fino ad arrivare, passando per una Cleopatra nella posa dell'Olympia di Manet, ad un Giulio Cesare nei panni del Napoleone di Jacques-Louis David (che manda su tutte le furie Abraracourcix). Tali tavole furono successivamente esposte, come veri e propri quadri, al Musée de Cluny di Parigi, in una mostra che si tenne dal 22 ottobre 2009 al 3 gennaio 2010.

## Storia editoriale
L'albo si apre con due prefazioni: una di Uderzo (ma firmata e scritta "in prima persona" dallo stesso Asterix), nella quale l'autore celebra i cinquant'anni della sua "creatura" e allo stesso tempo risponde alle critiche mosse alle sue storie precedenti (in particolare all'albo Quando il cielo gli cadde sulla testa), e una di Anna Goscinny (figlia dello scomparso René) che ricorda il lavoro del padre e ringrazia Uderzo per averne proseguito l'opera.
Ultimo capitolo della fortunatissima serie a fumetti realizzato da Uderzo, in esso l'autore si diverte a ripercorrere situazioni ed eventi dei 33 albi precedenti, al tempo stesso giocando con i suoi personaggi e con i successi della serie da lui co-ideata. Così, oltre all'affollatissima rimpatriata di personaggi che popolano il volume, si ha un riepilogo dei numerosi viaggi affrontati dai due Galli (nelle tavole 14/26, con l'espediente della "guida turistica") e la riproposizione di alcuni cliché e gag, fra cui le maldestre costruzioni dell'egizio Numerobis o l'occhio nero del bardo Maestria (procuratole proprio da Asterix nell'avventura Asterix la rosa e il gladio). Alcune delle vignette mostrano una riproposizione di disegni già utilizzati nelle avventure precedenti (è il caso di quelli che accompagnano la già citata "Guida turistica" nelle tavole 14/26, di cui sono indicate le rispettive fonti) e di altre illustrazioni pubblicate in varie sedi nel corso degli anni. Gli studi sulle proporzioni dei personaggi che si vedono nella tav. 13 provengono invece dai bozzetti originali utilizzati per il film d'animazione Le dodici fatiche di Asterix. Ancora riguardo alla "Guida turistica", secondo quanto affermato sul sito ufficiale essa deriva da uno scritto di René Goscinny, originariamente pubblicato all'interno del n. 347 della rivista Pilote (16 giugno 1966) e qui riproposto in albo per la prima volta.
In Francia la storia fu pubblicata direttamente in albo cartonato nel 2009, dalla casa editrice Les Éditions Albert René (di proprietà della Hachette Livre).

### Edizioni estere

#### Italia
In Italia l'albo è edito, come gli altri della serie, da Mondadori; la prima edizione italiana risale all'ottobre 2009 per la traduzione di Michele Foschini.

## In altre lingue
Il titolo originale dell'albo, L'Anniversaire d'Astérix et Obélix - Le Livre d'or, è stato tradotto come segue in alcune delle principali lingue in cui il fumetto è edito; vengono inoltre indicate la casa editrice e l'anno di prima pubblicazione:
- catalano: L'Aniversari d'Astèrix i Obèlix - El Llibre d'Or - Salvat editores,  Spagna, 2009
- ceco: Narozeniny Asterixe a Obelixe - Zlatá Kniha - Egmont ČR,  Rep. Ceca, 2009
- danese: Asterix' og Obelix' Fødselsdag - Den Gyldne Gæstebog - Egmont Serieforlaget A/S,  Danimarca, 2009
- finlandese: Asterixin ja Obelixin Syntymäpäivä - Kultainen Kirja - Egmont Kustanus Oy,  Finlandia, 2009
- inglese: Asterix and Obelix's Birthday – The Golden Book - Orion,  Regno Unito, 2009
- norvegese: Asterix og Obelix Jubilerer - Gullboken - Egmont Serieforlaget A/S,  Norvegia, 2009
- olandese: De Verjaardag van Asterix en Obelix - Het Guldenboek - Éditions Albert René (Hachette Livre),  Paesi Bassi, 2009
- portoghese: O Aniversário de Astérix e Obélix - O Livro de Ouro - Edições ASA,  Portogallo, 2009
- spagnolo: El Aniversario de Astérix y Obélix - El Libro de Oro - Salvat editores,  Spagna, 2009
- tedesco: Asterix und Obelix feiern Geburtstag - Das goldene Buch - Egmont Ehapa Verlag,  Germania, 2009